# 須々木主一
須々木 主一（すすき しゅいち、1932年〈昭和7年〉4月19日 - 2014年〈平成26年〉10月20日）は、日本の法学者。専門は刑事法、主に刑事政策。早稲田大学名誉教授。齊藤金作門下。秋田県横手市出身。

## 人物・経歴
1932年、秋田県横手市の日本基督教団関係者の家に生まれる。東京都立武蔵高等学校を経て、1955年に早稲田大学第一法学部を卒業。そのまま、早稲田大学大学院法学研究科修士課程・博士課程へと進み、在学中、齊藤金作に師事する。1958年に早稲田大学比較法学研究所助手、1961年に早稲田大学法学部専任講師に嘱任すると、その後1964年に同大同学部助教授、1969年に同大同学部教授に嘱任する。
師である齊藤金作より、刑事政策の研究を勧められ、独学で刑事政策を学ぶ。刑事政策の学問的方法を巡っては、これを規範科学であると論じ、事実学とした立教大学法学部教授の所一彦と論争を繰り広げた（「所=須々木論争」）。また、刑事政策の評価基準について、「手段としての合理性・相当性・補充性」という点を唱えるなど、刑事政策の学問的体系化に注力した。
父の影響で熱心なキリスト教徒であり、日本基督教団千歳船橋教会に招聘されていた北森嘉蔵の影響を強く受ける。
2004年に早稲田大学を定年退職し、同大名誉教授となる。
2014年に肺がんのため故郷の秋田県横手市にて死去。
同じ齊藤金作門下の兄弟子である元早稲田大学総長・同大名誉教授の西原春夫は、姉の夫に当たり義理の兄弟の関係でもある。
また、その息子で元早稲田大学社会科学総合学術院教授（専門は比較憲法学）の西原博史は、甥に当たる。

### 職歴
- 1958年早稲田大学比較法学研究所助手嘱任。
- 1961年早稲田大学法学部専任講師嘱任。
- 1964年同助教授嘱任。
- 1969年同教授嘱任。
- 1974年から1976年まで早稲田大学大学院法学研究科委員（教務委員）。
- 1978年から1982年まで早稲田大学法学部教務主任（教務担当）。
- 1984年から1986年まで早稲田大学大学院法学研究科委員（教務委員）。
- 2000年から2002年まで早稲田大学法学会会長。
- 2004年早稲田大学名誉教授。

## 著書

### 単著
- 『法学基本問題双書　刑事政策』（成文堂、1969年）
- 『刑事政策論の解説　第一分冊』（成文堂、1983年）

### 共編
- 『法学演習講座　刑事政策』森下忠共編 （法学書院、1975年）

### 共同執筆
- 『刑事政策演習』森下忠編 （成文堂、1969年）
- 『法学演習講座　刑法各論』下村康正・八木國之編（法学書院、1970年）

### 論文
- 「アダルト・プロベーションについて」（早稲田法学誌10巻）
- 「刑事政策の方法に関する一考察」（『齊藤金作先生還暦祝賀論文集』）
- 「プロベーションの本質」（早稲田法学38巻）
- 「パロールの目的と構造」（早稲田法学39巻1号）
- 「単一刑論の問題点」（法律のひろば17巻8号）
- 「共犯の成立」（『齊藤金作博士還暦祝賀　現代の共犯理論』）
- 「起訴猶予の目的と保護観察（一）－刑事政策的考察の試論として－」（早稲田法学40巻2号）
- 「刑事政策と刑事政策学」（罪と罰2巻3号）
- 「刑の執行猶予の目的」（早稲田法学41巻1号）
- 「少年法改正の問題について－『少年法改正の構想』にかんする疑問－」（社会改良10巻3号）
- 「重過失－刑事政策学より見た刑法学の限界序説－」（『日沖憲郎博士還暦祝賀　過失犯（二）』）
- 「刑法学と刑事政策学との動向」（刑政77巻12号）

## 門下生
- 石川正興（早稲田大学名誉教授）

- 渡辺則芳（元国士舘大学法学部法学部長・同大名誉教授）※齊藤金作の死後、須々木が指導を担当

- 米山哲夫（駿河台大学名誉教授）
- 守山正（拓殖大学名誉教授）
- 服部朗（愛知学院大学法学部特任教授）
- 小西暁和（早稲田大学法学学術院教授）